# Abigail Brundin
Pour les articles homonymes, voir Brundin.
Abigail Brundin est une universitaire britannique, spécialiste de la littérature et de la culture italiennes de la Renaissance et du début de l'époque moderne. Elle est professeure d'italien et fellow du St Catharine's College de Cambridge. Elle est directrice de la British School at Rome depuis 2021.

## Biographie
Abigail Brundin fait ses études universitaires à Cambridge, où elle soutient en 2000 une thèse de doctorat intitulée Vittoria Colonna, 1490-1547: Petrachism and Evangelism in Sixteenth-Century Italy.

## Carrière universitaire
Abigail Brundin est nommée maîtresse de conférences au département d'italien de l'université de Cambridge en 2002, et fellow du St Catharine's College en 2000.
Ses recherches et publications portent sur la culture et la littérature de la Renaissance et du début de l'époque moderne. Elle s'intéresse notamment aux écrivaines des débuts de l'histoire de l'imprimerie, à commencer par la poète italienne Vittoria Colonna. Elle est l'autrice de publications sur la poésie dans les couvents, la littérature et la réforme religieuse, et la culture dévotionnelle du foyer. En 2013, elle prépare une exposition d'ouvrages italiens à Belton House, Lincolnshire, avec le soutien du National Trust.

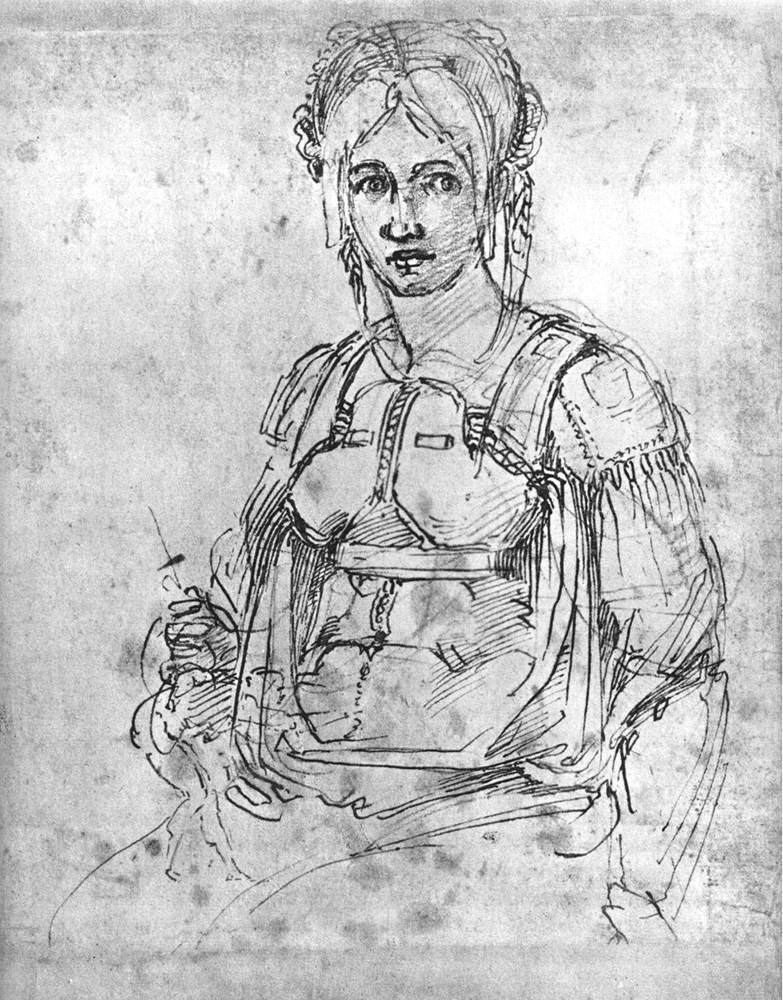
Vittoria Colonna, dessin de Michel-Ange (vers 1550, British Museum).

Brundin a co-dirigé le projet Domestic Devotions: The Place of Piety in the Italian Renaissance Home, 1400-1600, financé notamment par le Conseil européen de la recherche. En 2017, le projet débouche sur l'exposition Madonnas and Miracles: the Holy Home in Renaissance Italy, en collaboration avec le Fitzwilliam Museum de Cambridge. Ce projet permet également la publication d'un livre dédié, The Sacred Home in Renaissance Italy, co-écrit par Abigail Brundin, Deborah Howard et Mary Lavan en 2018. Le livre remporte le prix Bainton d'histoire/théologie.
Brundin commence son mandat de directrice à la British School at Rome en septembre 2021, succédant au directeur par intérim Chris Wickham. Elle devient ainsi la première femme nommée à ce poste depuis la fondation de l'établissement en 1901.

## Publications
- avec Deborah Howard & Mary Laven, The Sacred Home in Renaissance Italy (Oxford: Oxford University Press, 2018)
- Companion to Vittoria Colonna, ed. Abigail Brundin, Tatiana Crivelli and Maria Serena Sapegno (Leiden: Brill, 2016)
- Forms of Faith in Sixteenth-Century Italy, ed. Abigail Brundin and Matthew Treherne (Aldershot: Ashgate, 2009)
- Vittoria Colonna and the Spiritual Poetics of the Italian Reformation. Catholic Christendom 1200-1650 (Aldershot: Ashgate, 2008)
- Vittoria Colonna, Sonnets for Michelangelo, ed. and trans. Abigail Brundin. The Other Voice in Early Modern Europe (Chicago and London: Chicago University Press, 2005)